# Olesicampe alpina
Olesicampe alpina är en stekelart som först beskrevs av Gabriel Strobl 1904.  Olesicampe alpina ingår i släktet Olesicampe och familjen brokparasitsteklar. Inga underarter finns listade i Catalogue of Life.